# Humberto Coloccini
Humberto José Coloccini (7 de marzo de 1915 - ¿?) fue un exfutbolista argentino que se desempeñaba como defensor.

## Clubes
| Club                    | País      | Año         |
| ----------------------- | --------- | ----------- |
| Nueva Chicago           | Argentina | 1935 - 1936 |
| River Plate             | Argentina | 1937 - 1938 |
| Rosario Central         | Argentina | 1939 - 1940 |
| Platense                | Argentina | 1940 - 1941 |
| Sucre FBC               | Perú      | 1942 - 1945 |
| Independiente Rivadavia | Argentina | 1946        |